# What to Do with Daylight
What to Do with Daylight é o álbum de estreia da cantora Brooke Fraser, lançado a 29 de outubro de 2003 na Nova Zelândia e a 4 de outubro de 2004 a nível internacional.

## Faixas
1. "Arithmetic" — 4:01
2. "Saving the World" — 4:10
3. "Still In Love" — 4:28
4. "Lifeline" — 4:08
5. "Waste Another Day" — 5:25
6. "Without You" — 2:59
7. "Reverie" — 5:14
8. "Indelible" — 4:38
9. "Better" — 4:05
10. "Scarlet" — 5:57
11. "Mystery" — 4:02

## Desempenho nas paradas musicais
| Parada musical (2003/04) | Posição |
| ------------------------ | ------- |
| Nova Zelândia - RIANZ    | 1       |